# 阿富汗伊斯蘭教
伊斯蘭教是阿富汗的官方國教，約99.7％的阿富汗人口是穆斯林。約90-95％是遜尼派哈乃斐派穆斯林。而5〜10％是什葉派，阿富汗什葉派多數屬於十二伊瑪目派，另有少数伊斯瑪儀派。

## 早期歷史
在公元7世紀，倭馬亞王朝阿拉伯人進入現代阿富汗後果斷地在納哈萬德戰役擊敗了薩珊波斯。最後薩珊王朝皇帝伊嗣俟三世，成為被追趕逃犯，向東逃去深入到中亞。此後到赫拉特，開始向當地人傳播伊斯蘭教。
經倭馬亞傳教士的努力，大批阿富汗北部的居民接受了伊斯蘭教。有時候，他們為贏得皈依，穆斯林領袖用錢的承諾鼓勵穆斯林參加祈禱，並允許用波斯語而不是阿拉伯語背誦古蘭經。因此，這將理解所有教義。
在穆阿台绥姆統治下，伊斯蘭教已普遍實行在當中大多數該地區(除古尔)。從9世紀那時起，伊斯蘭教在國家的宗教景觀佔主導地的。伊斯蘭領導人在危機的不同時間進入了政治領域世俗權力，但很少長時間行使。
在加茲尼王朝和古尔王朝，阿富汗成為了巴格達後穆斯林世界第二大學習中心。
在蒙古人入侵和破壞之後，帖木兒帝國重建此區域，並再次使它伊斯蘭學術的中心。什葉派穆斯林在16世紀薩非王朝統治時期傳入阿富汗南部。直到米爾維斯·霍塔克在1709年解放了阿富汗人，阿富汗坎大哈的地區往往是什葉派沙法維王朝和遜尼派莫臥兒帝國之間的戰場。

## 艾哈迈德沙·杜兰尼和阿布杜爾·拉赫曼汗
艾哈迈德沙·杜兰尼在1747年成立了阿富汗國家，普什圖瓦里為社會的主要司法依據直到十九世紀末。零星的法特瓦（法律意見）及偶爾的聖戰被用作伊斯蘭意識形態制裁他們的政治對手。
伊斯蘭教第一次作為一種操作系統，由國王阿布杜爾·拉赫曼汗引入成為中央集權手段。他下令，所有法律必須符合伊斯蘭教法，從而提高了在伊斯蘭教法在習慣法中地位。宗教學者認可他和他政府的合法地位。但他們越來越多地被引入官僚作為國家的僕人，宗教領袖地位最終被削弱，埃米爾成為正義的仲裁者。
他的繼任者繼續和擴大國王阿布杜爾·拉赫曼汗的政策。因為它們增加了世俗化的勢頭。伊斯蘭教保持中央對相互作用，但宗教機構基本上保持非政治性，充當道德而不是一個政治的影響力。然而，伊斯蘭教主張自己在國家危機的時候。而且，當宗教領袖認為自己受到嚴重的威脅，有魅力的宗教人士定期呼籥伊斯蘭教團結，反對國家不同的群體。他們幾次起身反對國王阿曼諾拉汗（1919-1929），例如，抗議世俗化改革，他們認為是西方有害伊斯蘭教的入侵。
隨後的統治者，考慮到對立的世俗化和伊斯蘭傳統對立態度，是謹慎地強調伊斯蘭教與現代化的兼容性。儘管宗教在國家事務中的作用不斷下降。
但伊斯蘭在國家政治生活仍舉足輕重。1978年上台的阿富汗人民民主黨因公开的反宗教政策引起毛拉的不安，也是全国叛亂爆發的原因。

## 激進化的伊斯蘭教
1979年蘇聯入侵阿富汗，使伊斯蘭教成為和共產主義意識形態對立的一政治力量。作為一個政治宗教制度，伊斯蘭教是非常適合於一個多樣化的，無組織的，常常是相互對立的公民打造一個統一戰線，反對共同的敵人。
在1994年秋天一個稱為塔利班的團體出來發誓要清洗國家的軍閥和罪犯。他們的意圖是創建一個“純粹”的伊斯蘭政府，他们大多是曾在巴基斯坦伊斯蘭學校學習的普什图人。1996年9月，他們奪取喀布爾和統治了阿富汗大部分在2001年。於2021年塔利班趁美國撤軍時攻佔阿富汗大部分地區，建立塔利班政權阿富汗伊斯蘭酋長國。

## 伊斯蘭教在阿富汗社會
對於阿富汗人來說，伊斯蘭教代表一個潛在的統一符號系統，它經常抵消了分裂。
伊斯蘭教是整個阿富汗社會的中心，宗教儀式圈點每天和季節的節奏。幾乎每一個阿富汗青年有一段時期就讀於一所清真寺學校，對許多人來說這是他們受到的唯一正式教育。
因為伊斯蘭教是一套完整生活方式，誠實，節儉，慷慨，高潔，虔誠，公平，寬容和尊重他人，維護家族的榮譽也是阿富汗人重視的。

## 什葉派穆斯林在阿富汗
約5-10％的阿富汗人口是什葉派穆斯林，阿富汗什葉派主要是十二伊瑪目派，而少數是伊斯瑪儀派。最主要信徒是哈扎拉人。

## 伊斯瑪儀派
伊斯瑪儀派主要分布於瓦罕走廊，他們的領導人是阿迦汗

## 外部連結
- 世界旗帜网（FOTW）的Afghanistan